# USOC Athlete of the Year

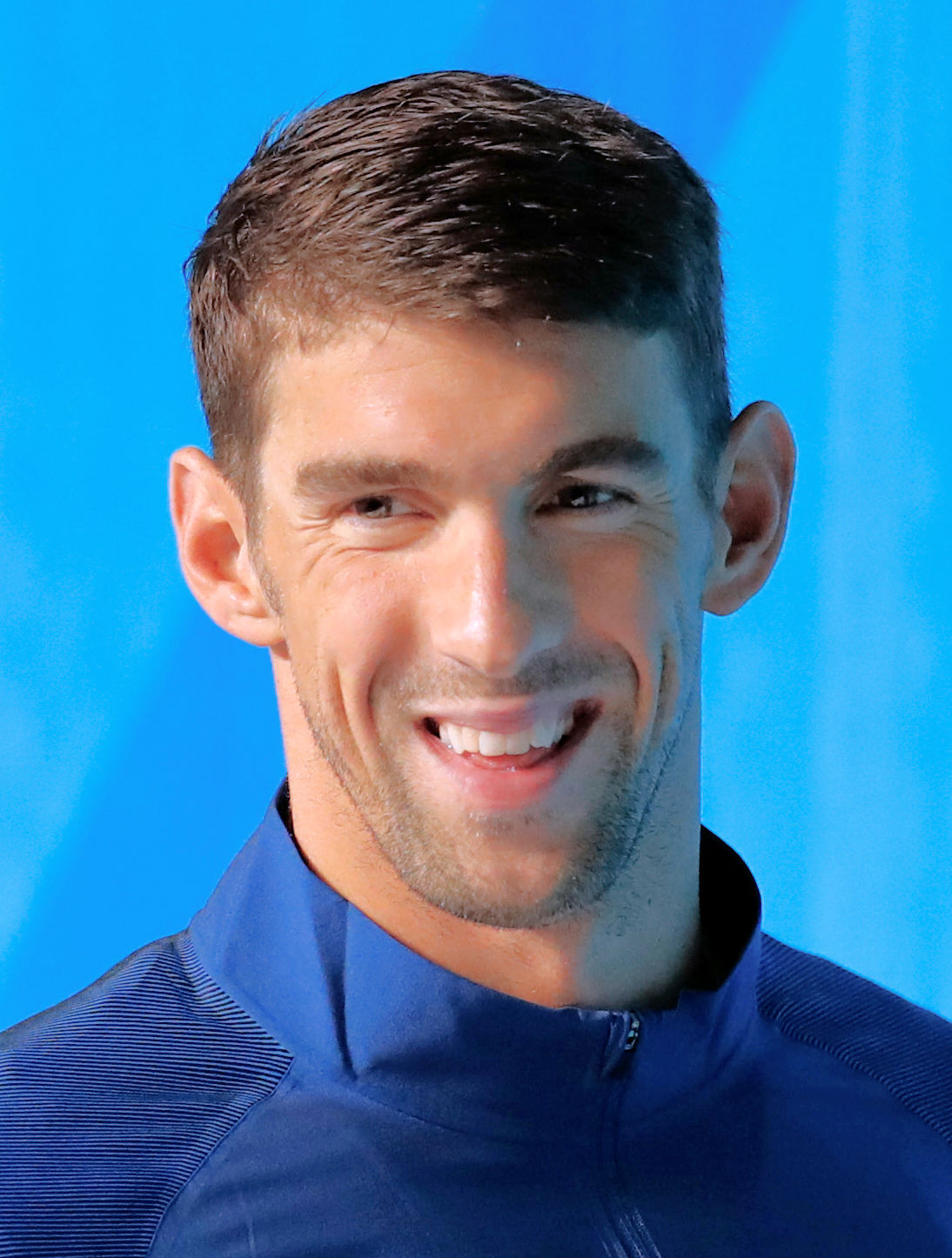
Michael Phelps, Schwimmer und vierfacher Preisträger (2004, 2008, 2011/12, 2016)

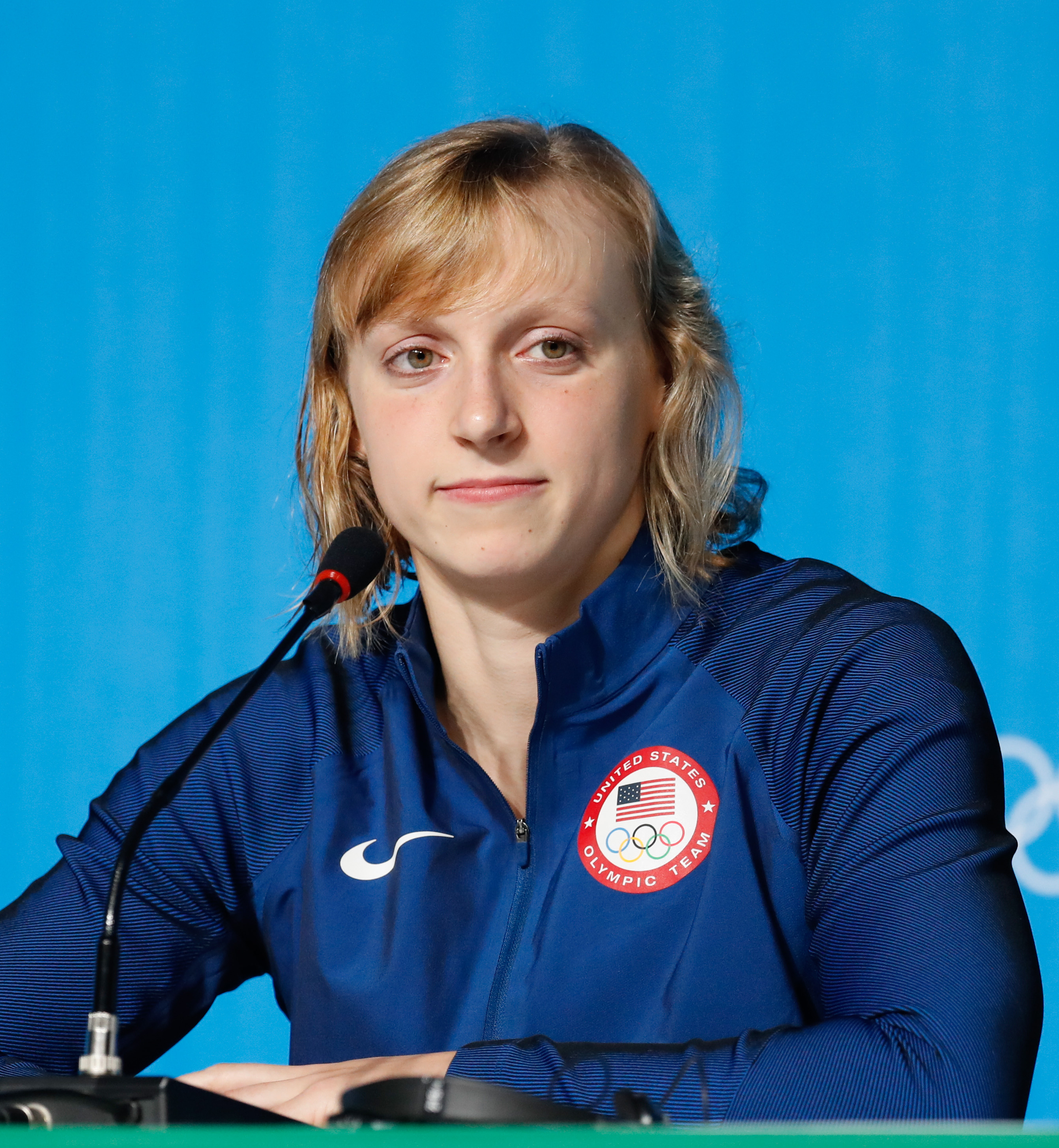
Katie Ledecky, Schwimmerin und dreifache Preisträgerin (2012/13, 2016, 2017)

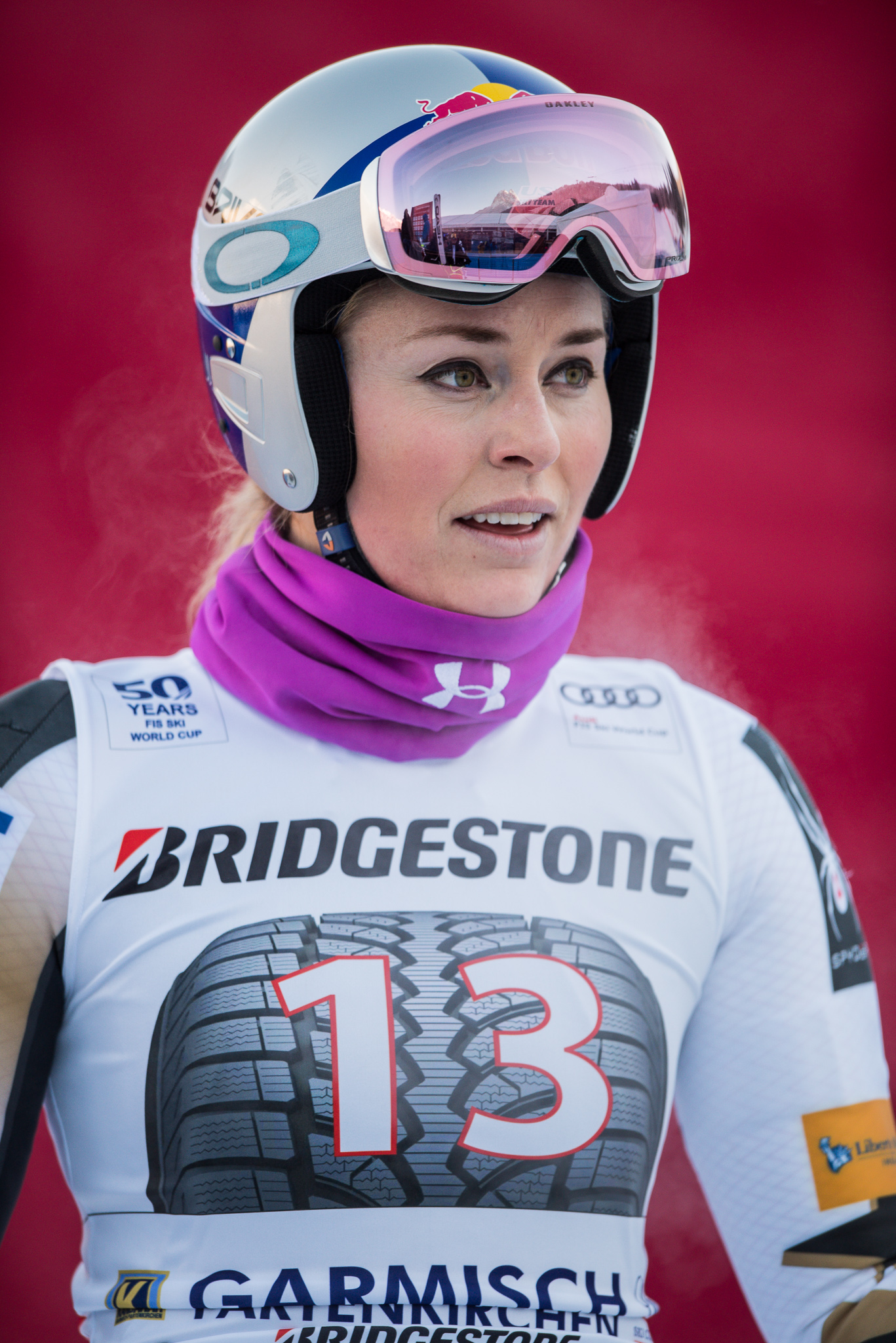
Lindsey Vonn, Skirennläuferin und zweifache Preisträgerin (2009, 2010)

Der USOPC Athlete of the Year ist eine in den Vereinigten Staaten jährlich vergebene Auszeichnung für besondere Leistungen im Sportbereich.

## Organisation
Das United States Olympic & Paralympic Committee (USOPC), das Nationale Olympische Komitee der Vereinigten Staaten, vergibt seit 1974 jährlich mehrere Auszeichnungen für den besten männlichen, weiblichen und behinderten Sportler aus den USOPC-Mitgliederorganisationen.
Seit 1996 werden auch die besten Mannschaften ausgezeichnet.

## Preisträger
Der Schwimmer Michael Phelps wurde 2016 zum bereits vierten Mal ausgezeichnet.
Die Schwimmerin Katie Ledecky erhielt 2017 die Auszeichnung zum dritten Mal.
2010 wurde die Skirennfahrerin Lindsey Vonn zum zweiten Mal in Folge als Sportlerin des Jahres ausgezeichnet.
Die Schwimmerin Katie Hoff wurde 2005 und 2007 als „Athlete of the Year“ ausgezeichnet.
Der Radsportler Lance Armstrong wurde zwischen 1999 und 2003 vier Mal ausgezeichnet. Nachdem ihm von der US-Antidopingagentur alle nach dem 1. August 1998 gewonnenen Titel aberkannt wurden, gestand er 2013 den Dopingmissbrauch.
| Jahr    | Sportler                            | Sportlerin                                                 | Mannschaft                                                                              |
| ------- | ----------------------------------- | ---------------------------------------------------------- | --------------------------------------------------------------------------------------- |
| 2017    | Kyle Snyder, Ringen                 | Katie Ledecky -3-, Schwimmen                               |                                                                                         |
| 2016    | Michael Phelps -4-, Schwimmen       | Katie Ledecky -2-, Schwimmen                               |                                                                                         |
| 2014/15 | Jordan Burroughs, Ringen            | Simone Biles, Turnen                                       |                                                                                         |
| 2012/13 | Ted Ligety, Ski Alpin               | Katie Ledecky, Schwimmen                                   | Men’s Tennis Doubles Team (Bob Bryan, Mike Bryan), Tennis                               |
| 2011/12 | Michael Phelps, Schwimmen -3-       | Allyson Felix                                              | Women’s Eight Rowing Team, Rudern                                                       |
| 2010    | Evan Lysacek, Eiskunstlauf          | Lindsey Vonn, Ski Alpin -2-                                | U.S. Viererbob Team (Steven Holcomb, Steve Mesler, Justin Olsen, Curtis Tomasevicz) -2- |
| 2009    | Todd Lodwick, Nordische Kombination | Lindsey Vonn, Ski Alpin                                    | U.S. Viererbob Team (Steven Holcomb, Steve Mesler, Justin Olsen, Curtis Tomasevicz)     |
| 2008    | Michael Phelps, Schwimmen -2-       | Natalie Coughlin, Schwimmen und Nastia Liukin, Kunstturnen | U.S. Olympic Men’s Indoor Volleyball Team                                               |
| 2007    | Tyson Gay, Leichtathletik           | Katie Hoff, Schwimmen -2-                                  | U.S. Women’s World Championships Gymnastics                                             |
| 2006    | Joey Cheek, Eisschnelllauf          | Hannah Teter, Snowboard                                    | U.S. Olympic Men’s Curling Team, Curling                                                |
| 2005    | Hunter Kemper, Triathlon            | Katie Hoff, Schwimmen                                      | Men’s Badminton Doubles Team (Howard Bach, Tony Gunawan)                                |
| 2004    | Michael Phelps, Schwimmen           | Carly Patterson, Leichtathletik                            | U.S. Olympic Softball Team                                                              |
| 2003    | Lance Armstrong, Radsport -4-       | Michelle Kwan, Eiskunstlauf                                | Women’s Gymnastics Team                                                                 |
| 2002    | Lance Armstrong, Radsport -3-       | Sarah Hughes, Eiskunstlauf                                 | Women’s Bobsled Team (Jill Bakken und Vonetta Flowers), Bobsport                        |
| 2001    | Lance Armstrong, Radsport -2-       | Jennifer Capriati, Tennis                                  | US Postal Service Cycling Team, Radsport                                                |
| 2000    | Rulon Gardner, Ringen               | Marion Jones, Leichtathletik                               | USA Baseball Olympic Team                                                               |
| 1999    | Lance Armstrong, Radsport           | Jenny Thompson, Schwimmen                                  | Women’s National Soccer Team, Fußball                                                   |
| 1998    | Jonny Moseley, Freestyle-Skiing     | Picabo Street, Ski Alpin                                   | Women’s Olympic Ice Hockey Team                                                         |
| 1984    | Edwin Moses, Leichtathletik         | Tracy Caulkins, Schwimmen                                  |                                                                                         |
| 1976    | John Naber, Schwimmen               | Sheila Young, Eisschnelllauf                               |                                                                                         |
| 1975    | Clinton Jackson, Boxen              | Kathy Heddy, Schwimmen                                     |                                                                                         |
| 1974    | Jim Bolding, Leichtathletik         | Shirley Babashoff, Schwimmen                               |                                                                                         |

Von 2004 bis 2012 wurden auch Preise in der Kategorien Behindert vergeben.
Von 2004 bis 2008 wurden diese noch in einer Kategorie zusammengefasst und dann nach Sportlerin und Sportler gesplittet.
| Jahr | Behindertensport           | Behindertensportler | Behindertensportlerin      | Behindertensport Team            |
| ---- | -------------------------- | ------------------- | -------------------------- | -------------------------------- |
| 2010 |                            | Taylor Chace        | Alana Nichols, Ski Alpin   | U.S. Paralympic Sled Hockey Team |
| 2009 |                            | Steve Cash          | Stephani Victor, Ski Alpin | U.S. National Sled Hockey Team   |
| 2005 | Laurie Stephens, Ski Alpin |                     |                            |                                  |
| 2004 | Erin Popovich, Schwimmen   |                     |                            |                                  |